# 영종대교휴게소
영종대교휴게소(永宗大橋休憩所, Yeongjong Bridge Service Area)는 인천광역시 서구 정서진남로 25 (청라동 산1-1)에 위치한 인천국제공항고속도로의 기념관 겸용 고속도로 휴게소이다. 북인천 나들목 인근에 있으며, 인천방향에만 휴게소가 존재한다. 2000년 11월 21일 인천국제공항고속도로가 개통되면서 영종대교를 기념하기 위해 기념관으로 개장하였으며, 그 당시 명칭은 영종대교기념관이었으나, 2014년 5월 9일에 기념관 겸용 휴게소로 재개장하면서 현재의 영종대교휴게소로 변경되었다. 북인천 나들목과 마찬가지로 인천방향에서 영종대교 하부도로를 이용해 진입할 수 있으며, 또한 북인천 나들목 구조상 인천방향 진입로와 연결되어 있어 북인천 나들목에서 인천방향으로 진입 시 바로 진입할 수 있다.

## 연혁
- 2000년 11월 21일 : 인천국제공항고속도로 개통과 함께 영종대교기념관으로 영업 개시[1]
- 2014년 5월 9일 : 기념관 겸용 휴게소로 재개장 및 영종대교휴게소로 변경[2]

## 시설
- 브랜드매장 : Fortune Hill
- 정유소 : GS칼텍스
- LPG 충전소 : 없음
- 경정비소 : 없음
- 화물휴게소 : 없음
- 대표음식 : 없음
- 테마휴게소 : 있음

## 전후
- 금산 나들목 ← 영종대교휴게소·북인천 나들목 ← 인천공항 요금소
- 고속도로 기점 ← 영종대교휴게소·북인천 나들목 ← 고속도로 종점

## 같이 보기
- 북인천 나들목
- 영종대교